# イロハ (チリヌルヲワカのアルバム)
『イロハ』は、チリヌルヲワカの1枚目のフルアルバム。

## 概要
GO!GO!7188のユウこと中島優美が新たに結成したバンド・チリヌルヲワカのデビュー・アルバム。バンド名とリンクしたアルバムタイトルからも連想される和のテイストを感じさせるサウンドと物語性を孕んだ文学的な歌詞が融合した楽曲はユウが全作詞作曲を手掛けている。収録曲の「カスガイ」と「はなむけ」の2曲はリリース前に先行配信された。

## 収録曲
| 全作詞・作曲: 中島優美、全編曲: チリヌルヲワカ。 |                          |          |            |      |
| #                                                | タイトル                 | 作詞     | 作曲・編曲 | 時間 |
| 1.                                               | 「カスガイ」             | 中島優美 | 中島優美   | 3:01 |
| 2.                                               | 「はなむけ」             | 中島優美 | 中島優美   | 3:59 |
| 3.                                               | 「タルト」               | 中島優美 | 中島優美   | 3:36 |
| 4.                                               | 「苔の生したこんな代は」 | 中島優美 | 中島優美   | 4:30 |
| 5.                                               | 「シガー」               | 中島優美 | 中島優美   | 3:14 |
| 6.                                               | 「灰と朗」               | 中島優美 | 中島優美   | 2:33 |
| 7.                                               | 「蜻蛉」                 | 中島優美 | 中島優美   | 4:27 |
| 8.                                               | 「ノイロニテイル」       | 中島優美 | 中島優美   | 4:10 |
| 9.                                               | 「紫紺ノイズ」           | 中島優美 | 中島優美   | 4:12 |
| 10.                                              | 「ヨスガ」               | 中島優美 | 中島優美   | 4:21 |
| 11.                                              | 「コノハギス」           | 中島優美 | 中島優美   | 6:46 |
| 12.                                              | 「なずき」               | 中島優美 | 中島優美   | 5:50 |